# An fiscal

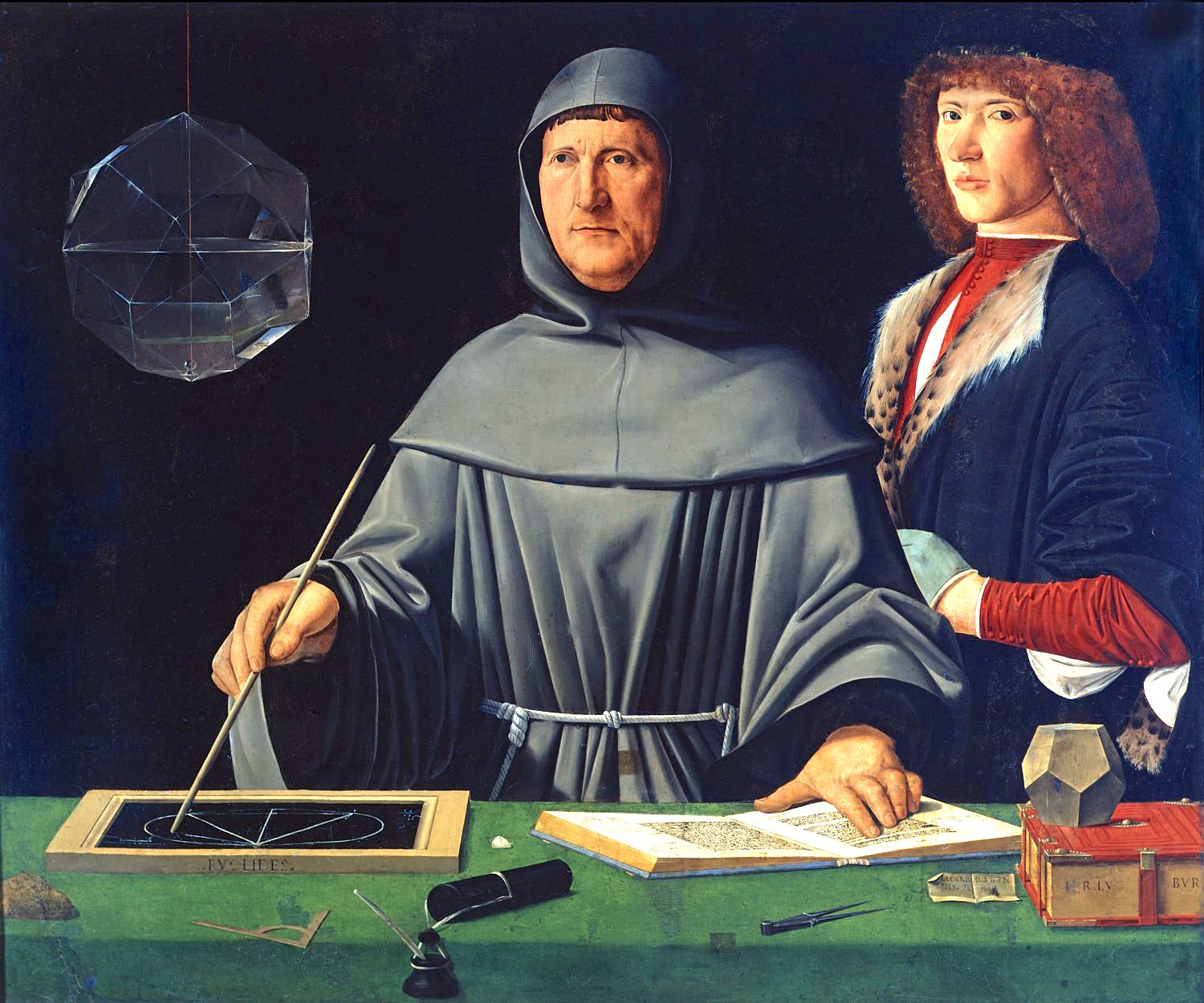
Luca Pacioli (în spate), considerat „părintele contabilității” datorită lucrării sale Summa de arithmetica, geometria, proportioni et proportionalità (1494), în care a descris pentru prima dată metoda contabilității în partidă dublă.

Anul fiscal (cunoscut și ca: an financiar, exercțiu financiar, exercțiu bugetar) este o perioadă de 12 luni utilizată pentru organizarea și raportarea operațiunilor financiare de către guverne, companii și alte organizații. Această perioadă poate să difere de anul calendaristic și servește drept bază pentru întocmirea conturilor anuale, calculul impozitelor și planificarea bugetară, în conformitate cu reglementările locale. Legile fiscale solicită în mod obișnuit ca evidențele contabile să fie păstrate și impozitele calculate pe bază anuală, corespunzător anului fiscal folosit în administrația publică. Calculul impozitului anual este deosebit de relevant pentru taxele directe, cum ar fi impozitul pe venit.
Anul calendaristic este folosit ca an fiscal de aproximativ 65% dintre companiile listate la bursă din Statele Unite (cu an fiscal de la 1 octombrie – 30 septembrie) și de majoritatea marilor corporații din Regatul Unit. Aceasta este situația în multe țări din lume, cu câteva excepții precum Australia, Noua Zeelandă și Japonia (1 aprilie – 31 martie). Unele companii, cum ar fi Cisco Systems, încheie anul fiscal în aceeași zi a săptămânii în fiecare an: ziua cea mai apropiată de o anumită dată (de exemplu, vinerea cea mai apropiată de 31 decembrie). În acest sistem, unele ani fiscali au 52 de săptămâni, iar altele 53. Numele anilor fiscali sunt adesea prescurtate în funcție de anul în care se încheie (ex. an fiscal 2023-2024).
Multe universități au un an fiscal care se încheie vara, pentru a alinia anul fiscal cu anul academic (și, în unele cazuri, cu anul fiscal al guvernului de stat în cazul universităților publice), dar și pentru că în lunile de vară activitatea universității este în general mai redusă. În emisfera nordică, acesta este din iulie până în iunie anul următor. În emisfera sudică, este anul calendaristic, ianuarie – decembrie. În mod similar, multe organizații nonprofit din domeniul artelor spectacolului au un an fiscal care se încheie vara, astfel încât sezonul lor de reprezentații, care începe toamna și se termină primăvara, să fie cuprins într-un singur an fiscal. Unele organizații media sau de comunicații folosesc un calendar de difuzare ca bază pentru anul lor fiscal.

## Perioade ale anului fiscal în diverse sisteme
Anii fiscali pot fi clasificați în funcție de perioada pe care o acoperă, iar aceste clasificări reflectă tradiții administrative, nevoi contabile, cicluri economice sau adaptări istorice specifice fiecărei țări. Deși în multe jurisdicții anul fiscal coincide cu anul calendaristic , numeroase alte state utilizează perioade diferite, organizate în tipare recurente. Cele mai frecvent întâlnite modele sunt:
- An calendaristic (1 ianuarie – 31 decembrie), unde anul fiscal începe la 1 ianuarie și se încheie la 31 decembrie anul următor. Acesta este ales pentru simplitatea sa deoarece corespunde anului civil și permite o raportare corelabilă cu alte date statistice.
- An englez (1 aprilie – 31 martie), unde anul fiscal începe la 1 aprilie și se încheie la 31 martie anul următor. Acesta își are originile în Anglia medievală, când calendarul iulian începea cu 25 martie, dată asociată cu Buna Vestire și cu începutul tradițional al anului agricol și legal. După adoptarea calendarului gregorian în 1752, pentru a evita pierderi fiscale cauzate de corectarea de 11 zile a calendarului, începutul anului a fost mutat mai întâi pe 5 aprilie, apoi pe 6 aprilie. În secolul XX, pentru simplificarea contabilității publice, începutul anului fiscal guvernamental a fost rotunjit la 1 aprilie.
- An american (1 iulie – 30 iunie), unde anul fiscal începe la 1 octombrie și se încheie la 30 septembrie anul următor. Acesta a fost ales pentru a sincroniza anul fiscal cu ciclul educațional și pentru a decala anul fiscal de cel calendaristic.
- An american federal (1 octombrie – 30 septembrie), unde anul fiscal începe la 1 octombrie și se încheie la 30 septembrie anul următor. Acesta a fost stabilit în 1976 pentru a permite Congresului mai mult timp pentru dezbateri bugetare. Înainte de 1976, anul fiscal federal era 1 iulie – 30 iunie.
- An solar iranian (21 martie – 20 martie), unde anul fiscal începe la 21 martie și se încheie la 20 martie anul următor, fiind bazat pe calendarul persan (solar hijiri). În acest sistem, începutul anului fiscal coincide cu echinocțiul de primăvară, moment tradițional al începutului anului nou în cultura iraniană.

Anumite țări, precum Suedia și Taiwan, permit toate calendarele calendaristice. Dacă o organizație dorește să schimbe anul fiscal într-unul nealiniat cu anul calendaristic, este necesară o permisiune din partea autorității fiscale.
| Țară                  | Scop (entitate)                     | Perioadă               | Tip de an fiscal |
| --------------------- | ----------------------------------- | ---------------------- | ---------------- |
| Australia             | Australia                           | iulie – iunie          | american         |
| Austria               | Austria                             | ianuarie – decembrie   | calendaristic    |
| Bangladesh            | Bangladesh                          | iulie – iunie          | american         |
| Belgia                | Belgia                              | ianuarie – decembrie   | calendaristic    |
| Brazilia              | Brazilia                            | ianuarie – decembrie   | calendaristic    |
| Canada                | guvern                              | aprilie – martie       | englez           |
| Canada                | companii/pers. fizice               | ianuarie – decembrie   | calendaristic    |
| China                 | China                               | ianuarie – decembrie   | calendaristic    |
| Costa Rica            | Costa Rica                          | octombrie – septembrie | american federal |
| Croația               | Croația                             | ianuarie – decembrie   | calendaristic    |
| Egipt                 | Egipt                               | iulie – iunie          | american         |
| Etiopia               | Etiopia                             | 8 iulie – iunie        | american adaptat |
| Franța                | Franța                              | ianuarie – decembrie   | calendaristic    |
| Germania              | Germania                            | ianuarie – decembrie   | calendaristic    |
| Grecia                | Grecia                              | ianuarie – decembrie   | calendaristic    |
| Hong Kong             | Hong Kong                           | aprilie - martie       | englez           |
| India                 | India                               | aprilie - martie       | englez           |
| Indonezia             | Indonezia                           | ianuarie – decembrie   | calendaristic    |
| Iran                  | Iran                                | 21 martie – februarie  | solar iranian    |
| Israel                | Israel                              | ianuarie – decembrie   | calendaristic    |
| Italia                | Italia                              | ianuarie – decembrie   | calendaristic    |
| Japonia               | guvern/companii                     | aprilie - martie       | englez           |
| Japonia               | persoane fizice                     | ianuarie – decembrie   | calendaristic    |
| Kenya                 | Kenya                               | iulie – iunie          | american         |
| Letonia               | Letonia                             | ianuarie – decembrie   | calendaristic    |
| Lituania              | Lituania                            | ianuarie – decembrie   | calendaristic    |
| Malaysia              | Malaysia                            | iulie – iunie          | american         |
| Mexic                 | Mexic                               | ianuarie – decembrie   | calendaristic    |
| Moldova               | Moldova                             | ianuarie – decembrie   | calendaristic    |
| Nepal                 | Nepal                               | 16 iulie – iunie       | american adaptat |
| Țările de Jos         | Țările de Jos                       | ianuarie – decembrie   | calendaristic    |
| Noua Zeelandă         | guvern                              | iulie – iunie          | american         |
| Noua Zeelandă         | companii/pers. fizice               | aprilie – martie       | englez           |
| Norvegia              | Norvegia                            | ianuarie – decembrie   | calendaristic    |
| Pakistan              | Pakistan                            | iulie – iunie          | american         |
| Filipine              | Filipine                            | ianuarie – decembrie   | calendaristic    |
| Portugalia            | Portugalia                          | ianuarie – decembrie   | calendaristic    |
| Qatar                 | Qatar                               | ianuarie – decembrie   | calendaristic    |
| Irlanda               | Irlanda                             | ianuarie – decembrie   | calendaristic    |
| România               | România                             | ianuarie – decembrie   | calendaristic    |
| Rusia                 | Rusia                               | ianuarie – decembrie   | calendaristic    |
| Singapore             | guvern                              | aprilie – martie       | englez           |
| Singapore             | persoane fizice                     | ianuarie – decembrie   | calendaristic    |
| Africa de Sud         | Africa de Sud                       | aprilie – martie       | englez           |
| Coreea de Sud         | Coreea de Sud                       | ianuarie – decembrie   | calendaristic    |
| Spania                | Spania                              | ianuarie – decembrie   | calendaristic    |
| Suedia                | Suedia                              | ianuarie – decembrie   | calendaristic    |
| Elveția               | Elveția                             | ianuarie – decembrie   | calendaristic    |
| Taiwan                | Taiwan                              | ianuarie – decembrie   | calendaristic    |
| Thailanda             | Thailanda                           | octombrie – septembrie | american federal |
| Turcia                | Turcia                              | ianuarie – decembrie   | calendaristic    |
| Emiratele Arabe Unite | Emiratele Arabe Unite               | ianuarie – decembrie   | calendaristic    |
| Regatul Unit          | persoane fizice                     | 6 aprilie – martie     | englez (istoric) |
| Regatul Unit          | guvern/companii                     | 1 aprilie – martie     | englez           |
| Statele Unite         | guvern federal                      | octombrie – septembrie | american federal |
| Statele Unite         | New York și Texas                   | aprilie – martie       | englez           |
| Statele Unite         | majoritatea statelor și Puerto Rico | iulie – iunie          | american         |
| Statele Unite         | companii/pers. fizice               | ianuarie – decembrie   | calendaristic    |
| Țară                  | Scop (entitate)                     | Perioadă               | Tip de an fiscal |

## Afaceri și organizații

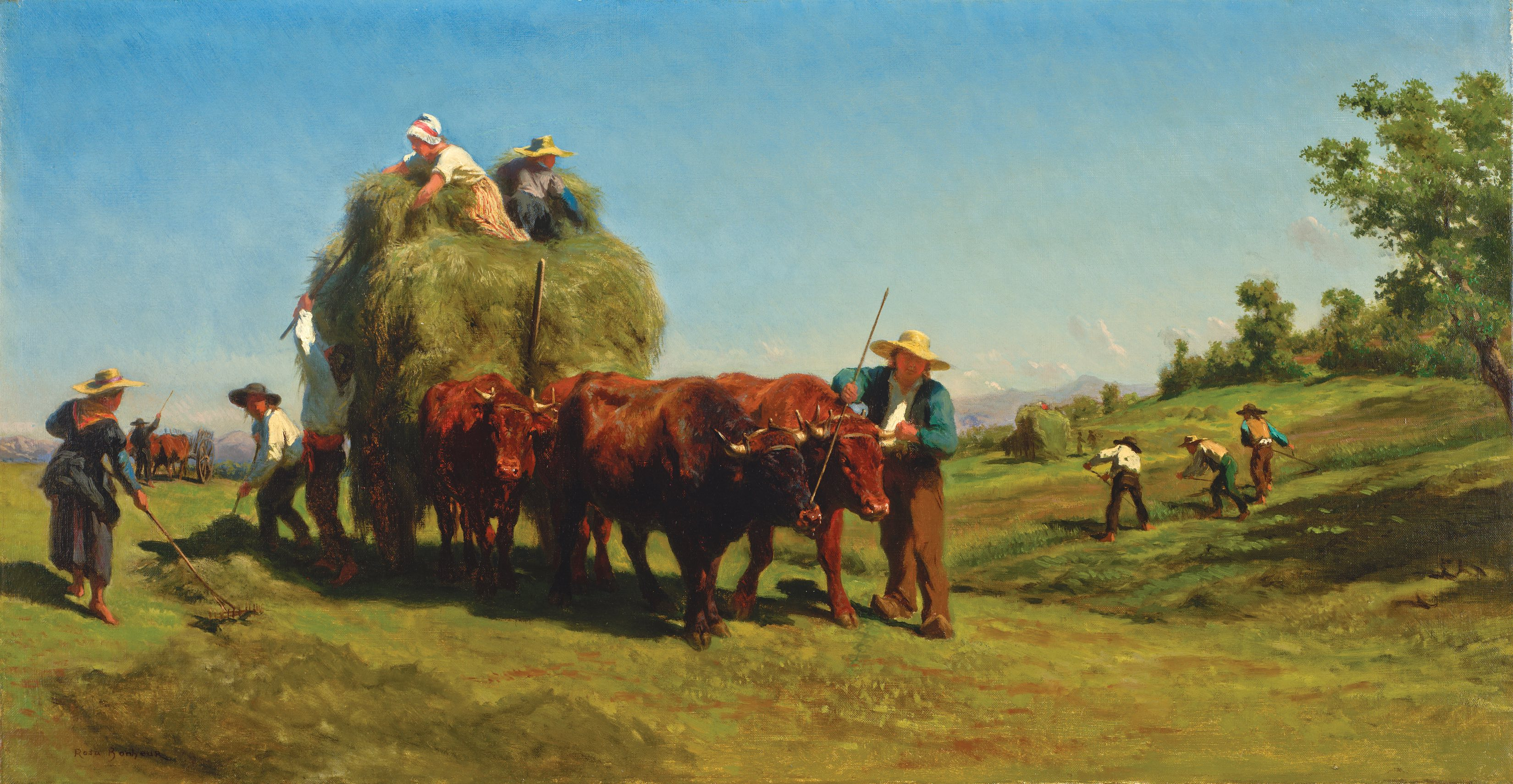
Pictură de Rosa Bonheur (1822–1899) reprezentând sezonul recoltelor, o perioadă esențială pentru afacerile agricole, care influențează în mod direct încheierea anului fiscal pentru multe companii din domeniu.

Anul fiscal pentru o afacere este determinat de anul fiscal pe care aceasta îl alege. O afacere poate alege orice an fiscal consecvent dorește; totuși, pentru afacerile sezoniere, cum ar fi agricultura și comerțul cu amănuntul, o practică contabilă bună este ca anul fiscal să se încheie imediat după perioada cu cele mai mari venituri. Drept urmare, majoritatea marilor companii agricole își încheie anul fiscal după sezonul recoltării, iar cei mai mulți comercianți cu amănuntul îl încheie la scurt timp după sezonul cumpărăturilor de Crăciun.